# Xerotricha pavida
Xerotricha pavida е вид охлюв от семейство Hygromiidae. Видът е застрашен от изчезване.

## Разпространение
Разпространен е в Испания (Канарски острови).